# Avesnes (Adelsgeschlecht)

Wappen der Herren von Avesnes: schrägrechts fünfmal geteilt von Gold und Rot.

Avesnes [avɛn] war ein fränkisches Adelsgeschlecht.
Um das Jahr 1000 gehörte das ganze Gebiet um die Stadt Avesnes (heute Frankreich Dep. Nord) zum Territorium der Grafschaft Hennegau. Einer der mächtigsten Vasallen des Grafen war Wederich der Rote (Wéderic), Herr von Leuze und Condé.
Sein Sohn Wederich II. „der Gebartete“ und dessen Sohn Theobald ließen in Avesnes eine Burg errichten. Diese wurde später Stammsitz der gleichnamigen Familie. Wederichs einzige Tochter Ada heiratet den Vogt von Doornick, Fastradus von Oisy († 5. Juni 1093).

## Die Herren von Avesnes aus dem Hause d’Oisy
Als die Familie Wederichs bald ausstarb, erbten die d’Oisys einen großen Teil des Besitzes. Schon Fastradus’ Sohn Goswin d’Oisy konnte sich Herr von Avesnes, Condé und Leuze nennen. Dadurch gehörten sie zu den mächtigsten Herren des Grafen von Hennegau. Einerseits musste diese neuerworbene soziale Stellung gewahrt werden und andererseits versuchten die ersten Herren von Avesnes aus dem Hause d’Oisy ihre Position systematisch durch Mehrung ihrer Lehen auszudehnen. Obwohl man relativ wenig über diese Anfänge der Familie weiß, scheint deren Herrschaftsstrategie aufgegangen zu sein, denn um das Jahr 1100 heiratete Theobald von Avesnes, der Großneffe Goswins von Oisy, Richildis von Hennegau, eine Tochter Graf Balduins III.
Auch wenn Theobald noch vor dem Vater in jungen Jahren starb und man das ehrgeizige Projekt einer Verschwägerung mit der Familie des Landesfürsten zunächst wieder ad acta legen musste, beweist diese Ehe eine gewisse Spitzenstellung der Avesnes innerhalb des Hennegauer Adels.
Mit Jakob von Avesnes († 1191) betrat eine herausragende Persönlichkeit die Bühne der internationalen Politik. Selbst ein Waffengefährte König Richard Löwenherz’ war er mit der Erbtochter der Herren von Guise verheiratet und konnte seiner Familie mit dieser Vermählung neue umfangreiche Besitzungen zuführen. Es ist anzunehmen, dass der englische König seine Finger mit im Spiel hatte, als Jakobs Kindern der soziale Aufstieg in den Hochadel gelang. Der englische König benötigte Unterstützung in den Reihen des französischen Adels und sorgte durch die Fürsprache bei diversen hohen Herren für seinen Schützling. So heiratete Jakobs ältester Sohn, Walter II. von Avesnes, eine Erbtochter aus dem Hause Champagne und wurde so zum Grafen von Blois und Chartres, und Burkhard von Avesnes vermählte sich mit der Schwester der Gräfin von Flandern. Doch auch die Töchter Jakobs wurden an große Herren verheiratet. So wurde Mathilde zur Gräfin von Chiny, nachdem sie 1206 Ludwig IV. von Chiny geheiratet hatte, Ida zur Herrin von Enghien und Ada zur Gräfin von Soissons.

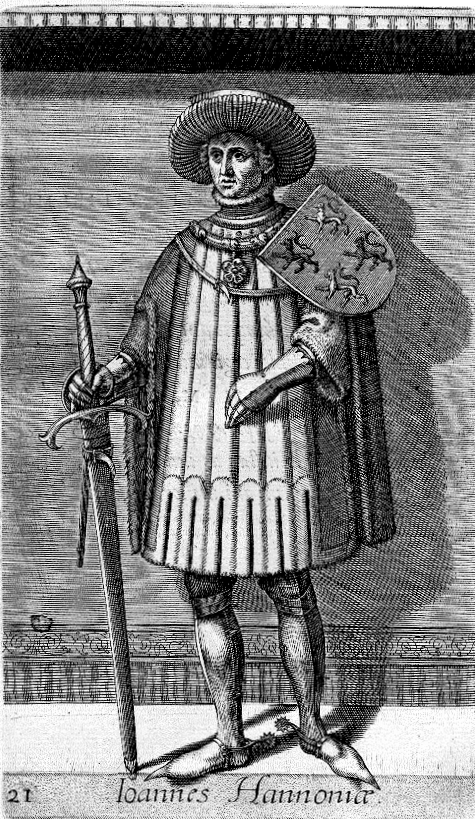
Johann I. von Avesnes, Graf von Hennegau

Während die Grafschaft Blois schon in der folgenden Generation an das Haus Châtillon kam, weil Walter nur von einer Tochter überlebt wurde, sorgte die Eheschließung Burkhards für große Komplikationen, die in ihrem Verlauf zum Flandrisch-Hennegauer Erbfolgestreit ausarteten, in deren Verlauf dem Haus Avesnes schließlich die Grafschaft Hennegau zugesprochen wurde.
Burkhards Sohn, Johann von Avesnes, Graf von Hennegau, vermählte sich am 9. Oktober 1246 in Frankfurt am Main mit der Schwester des römischen (Gegen-)Königs Wilhelm von Holland. Als 1299 Johann von Holland ohne Erben verstarb, beanspruchte Johanns gleichnamiger Sohn, Graf Johann II. von Hennegau, die Territorien seines holländischen Verwandten. Nachdem das Haus Avesnes de facto die größten Ansprüche am Erbe der Holländer hatte anmelden können, fielen Holland und Seeland an die Familie, und Johann II. regierte bis zu seinem Tode am 22. August 1304 die Grafschaften Hennegau, Flandern und Seeland in Personalunion.
Das Haus Avesnes behielt dieses Herrschaftsgebiet, bis Graf Wilhelm IV. am 26. September 1345 in Staveren fiel. Das Erbe ging über seine älteste Schwester Margarethe, die Kaiser Ludwig den Bayern geheiratet hatte, an deren zweiten Sohn Wilhelm V. (Wilhelm I. von Niederbayern) und dadurch an die Wittelsbacher.

## Stammliste

### Die Herren von Avesnes
1. Fastré von Oisy († vor 1092), Vogt von Tournai ⚭ Ada, wohl Tochter von Wédric II. von Avesnes
  1. Gossuin von Oisy, 1104/26 Herr von Avesnes, Condé und Leuze 
    1. Gossuin († 1127), Herr von Avesnes, Condé und Leuze

  2. Fastré II. von Oisy († nach 1111), Vogt von Tournai 
    1. Walter (Gautier) I. von Oisy († 1147), 1127 Herr von Avesnes, Condé und Leuze
      1. Dietrich ⚭ Richildis von Hennegau, Tochter von Balduin III., Graf von Hennegau (Haus Flandern)
      2. Nicolas († 1169/71), Herr von Avesnes, Condé und Leuze ⚭ Mahaut von Laroche, Tochter von Graf Heinrich I. (Haus Namur)
        1. Jakob (1174 bezeugt; † 1191 bei Arsuf), Herr von Avesnes, Condé und Leuze ⚭ Adele von Guise, wohl Tochter von Bernhard und Alix
          1. Walter II. (1185 bezeugt; † 1243/46), Herr von Avesnes, Guise, Condé, Leuze, Landrecies und Trélon ⚭ Margarete Gräfin von Blois († 1230), Tochter von Graf Theobald V. (Haus Blois)
            1. Marie († 1241), 1231 Gräfin von Blois etc. ⚭ Hugo I. von Châtillon, Graf von Saint-Pol († 1248) (Haus Châtillon)

          2. Burkhard († 1244), Dr. iur, Bailli von Hennegau ⚭ 1212, geschieden 1220 Margarethe II. († 1280), 1244/78 Gräfin von Flandern und Hennegau, Tochter von Graf Balduin IX. (Haus Flandern)
            1. Johann I. (* 1218; † 1257), 1246 Graf von Hennegau ⚭ Adelheit von Holland († 1284), 1258 Regentin von Holland, Tochter von Florenz IV., Graf von Holland (Gerulfinger) – Nachkommen siehe unten
            2. Balduin († 1295), Herr von Beaumont
              1. Johann († 1283), Herr von Beaumont
                1. Balduin († 1299), Herr von Beaumont

              2. Beatrix († 1321) ⚭ 1261 Heinrich III. († 1288), Graf von Luxemburg, (Haus Limburg-Arlon)

          3. Ada († nach 1249) ⚭ I Henri III. († 1211), Graf von Grandpré ⚭ II Raoul I. von Nesle († 1235), 1186 Graf von Soissons (Haus Nesle)

        2. Fastré, Vogt von La Flamengerie
          1. Jakob von Tournai

      3. Eberhard († 1190), 1173 Bischof von Tournai

### Die Grafen von Hennegau und Holland
1. Johann I. (* 1218; † 1257), 1246 Graf von Hennegau ⚭ Aleide von Holland († 1284), 1258 Regentin von Holland, Tochter von Florenz IV., Graf von Holland (Gerulfinger) – Vorfahren siehe oben
  1. Johann II. (* 1248; † 22. August 1304), 1280 Graf von Hennegau, 1299 Graf von Holland ⚭ Philippine von Luxemburg († 1311), Tochter von Heinrich II., Graf von Luxemburg (Haus Limburg-Arlon)
    1. Johann († 1302), 1299 Herr von Beaumont, Graf von Ostervant
    2. Margarete († 1342) ⚭ Robert II. († 1302), Graf von Artois, (Haus Frankreich-Artois)
    3. Alix († 1306), ⚭ Roger Bigod († 1306), Graf von Norfolk (Haus Bigod)
    4. Isabelle († 1305) ⚭ Raoul II. von Clermont († 1302), Herr von Nesle, Konstabler von Frankreich (Haus Clermont)
    5. Wilhelm III. († 1337), 1304 Graf von Hennegau und Holland ⚭ Johanna von Valois († 1342), Tochter von Karl I., Graf von Valois (Haus Valois)
      1. Margarethe I. († 1356), 1345 Gräfin von Holland, Hennegau etc. ⚭ 1324 Ludwig IV. der Bayer († 1347), 1294 Herzog von Bayern, 1314 römisch-deutscher König, 1328 römisch-deutscher Kaiser (Wittelsbacher)
      2. Philippa († 1369) ⚭ Eduard III. († 1377), König von England, (Plantagenet)
      3. Isabella († 1361), ⚭ 1350 mit Robert de Namur († 1391) (Haus Dampierre)
      4. Johanna († 1374) ⚭ Wilhelm I., Herzog von Jülich
      5. Wilhelm IV. († 1345), 1337 Graf von Hennegau und Holland ⚭ 1334 Johanna († 1406), Herzogin von Brabant und Limburg, Tochter von Herzog Johann III. (Reginare)

    6. Johann († 1356), Herr von Beaumont ⚭ Margarethe († 1350), Gräfin von Soissons, Erbtochter von Graf Hugo (Haus Nesle)
      1. Johanna (* 1323; † 1350), 1350 Gräfin von Soissons ⚭ I Ludwig I. von Châtillon († 1346), 1342 Graf von Blois, 1336 Graf von Soissons, (Haus Châtillon) ⚭ II Wilhelm I. († 1391), Markgraf von Namur, (Haus Dampierre)

    7. Marie († 1354) ⚭ Ludwig I. († 1341), Herzog von Bourbon, (Bourbonen)
    8. Mathilde, Äbtissin von Nivelles

  2. Burchard (* 1251; † 1296), 1283 Bischof von Metz
  3. Guido († 1317), 1301 Bischof von Utrecht
  4. Wilhelm († 1296), 1286 Bischof von Cambrai
  5. Florenz († 1297) ⚭ 1289 Isabelle de Villehardouin († 1312), 1289–1307 Fürstin von Achaia
    1. Mathilde (* 1293; † 1331) ⚭ I Guido II. de la Roche († 1308), Herzog von Athen (Haus La Roche); ⚭ II Ludwig von Burgund († 1316), 1313 Titularkönig von Thessaloniki, Fürst von Achaia und Morea (Älteres Haus Burgund); ⚭ III Johann († 1336), 1315 Graf von Gravina, 1318 Fürst von Morea, 1322 Herzog von Durazzo, Sohn des Königs Friedrich II. von Sizilien (Haus Anjou); ⚭ IV Hugo von La Palice, Fürst von Achaia und Morea